# Invasión a Anjouan de 2008
La invasión a Anyuan de 2008 (nombre en código Operación Democracia en Comoros) tuvo lugar el 25 de marzo, del 2008 con un desembarco anfibio liderado por Comoras, y apoyado por fuerzas de la Unión Africana, que comprendía fuerzas de  Sudán, Tanzania, Senegal, y contaba con apoyo logístico de Libia y Francia. El objetivo de la invasión era derrocar a Mohamed Bacar de la posición de liderazgo que ejercía en Anyuan, una isla que forma parte de la Unión de Comoros, que realizó elecciones locales desafiando al gobierno federal y a la Unión Africana.
Un analista francés afirma que la Unión Africana esperaba una victoria relativamente fácil en Anyuan para ganar prestigio internacional para compensar las dificultades en las misiones en Sudán y Somalia.
Ya en 1997 el separatismo isleño se había enfrentado al gobierno central y este había respondido con el envío de una guarnición de 200 a 300 soldados para someterlos y asegurar la estabilidad de la isla.